# KPV (kulomet)
Sovětský velkorážový kulomet KPV (Krupnokalibernij Pulemjot Vladimirova) je konstruovaný pro náboj ráže 14,5 × 114 mm a poprvé vstoupil do služby jako pěchotní zbraň v roce 1949. Protože měl vynikající výsledky při střelbě proti nízko letícím letadlům (do 1 500 m), byl používán v protiletadlových zbraních ZPU-4, ZPU-2 a ZPU-1. Díky svým rozměrům a výkonům byl také používán ve verzi KPVT (tankový kulomet od roku 1950, zkušebně nainstalován na IS-7, od roku 1957 sériově na T-10) jako zbraň proti vzdušným a lehce pancéřovaným cílům. A na sérii obrněných transportérů BTR (od roku 1965) a průzkumném vozidle BRDM-2. V Československu byl ve výzbroji transportérů OT-64 a OT-90.

## Popis zbraně
Hlaveň je chlazená vzduchem, s chromovaným vývrtem, rychle výměnná. Zbraň funguje na principu krátkého zákluzu hlavně a využívá zesilovač zpětného rázu, závěr je uzamčený rotací. Podávací mechanismus umožňuje podávání nábojového pásu z pravé i levé strany. K zásobování používá pásy s 40 náboji.

## Stručné parametry používaných nábojů
- hmotnost střel 59,5 – 64,4 g
- hmotnost celého náboje 198,5 g
- délka náboje 155,5 mm
- největší průměr nábojnice 26,9 mm

## Střelivo
- B-32 – API – Průbojná zápalná – Celoplášťová střela s jádrem z karbidu wolframu. 64,4 g, 976 m/s, na 500 m probije 32 mm ocel.
- BZT – API-T – Průbojná zápalná trasovací – Celoplášťová střela s tepelně upraveným ocelovým jádrem se stopovkou. 59,56 g, 1 005 m/s, stopovka svítí do 2 km.
- MDZ – HEI – výbušná zápalná s okamžitým účinkem – 59,68 g. Údaje o smrtícím účinku střepin nejsou známy, odhad cca 3 až 4,5 m.

Výroba munice dále probíhá v Bulharsku, Číně, Egyptě, Polsku a Rumunsku.

## Uživatelé
- Afghánistán
- Albánie
- Alžírsko
- Angola
- Bulharsko
- Kambodža
- Čína
- Kuba
- Československo
- Egypt
- Eritrea
- Etiopie
- Maďarsko
- Indie
- Irák
- Írán
- Laos
- Libye
- Mongolsko
- Mosambik
- Severní Korea
- Nikaragua
- Polsko
- Rumunsko
- Somálsko
- SSSR
- Súdán
- Sýrie
- Jemen
- Ukrajina
- Vietnam